# 小行星4128
小行星4128（英語：4128 UKSTU）是一颗围绕太阳公转的小行星。1988年1月28日，罗伯特·H·麦克诺特在赛丁泉山发现了此天体。
这颗小行星的绝对星等为328.4387960099432等。